# يوليوس ماير
يوليوس روبرت فون ماير (25 نوفمبر 1814 - 20 مارس 1878)، طبيب وكيميائي وفيزيائي ألماني وأحد مؤسسي الديناميكا الحرارية. أحد أبرز مساهماته في عام 1841 عندما صاغ أحد العبارات الأولية حول حفظ الطاقة، والتي تُعرف الآن بأنها مقدمة للقانون الأول للديناميكا الحرارية، والتي تنص على أن "الطاقة لا تفنى ولا تستحدث من العدم". في عام 1842، وصف ماير العملية الكيميائية الحيوية التي يشار إليها الآن بالأكسدة باعتبارها المصدر الأساسي للطاقة لأي كائن حي. تم التغاضي عن إنجازاته، ونُسبت الأولوية في اكتشاف المعادل الميكانيكي للحرارة إلى جيمس جول في العام التالي. اقترح ماير أيضًا أن النباتات تحول الضوء إلى طاقة كيميائية.

## حياته
ولد بورن في 25 نوفمبر 1814 في مدينة هايلبرون بألمانيا، كان والده يعمل صيدلي في نفس المدينة التي نشأ بها، درس الطب جامعة توبنغنوخلال عام 1838 حصل على الدكتوراة ثم توجه للعيش بباريس
منذ صغره كان ماير معروف بهوسه بالأجهزة الميكانيكية وخلال نشأه قام بالعديد من التجارب في الفيزياء والكيمياء و ثم ايقافه من الجامعة لمدة عام لارتداء ملابس بألوان جماعة محظورة طور اهتماما بالرياضيات والهندسة بعد سفره لبعض الدول الأوروبية
وفي عام 1841 عاد ماير إلى هيلبرتون للمارسة الطب والاهتمام بعشقه الأول في الفيزياء.

## تطور نظرياته
خلال عام 1841 نشر ورقة بعنوان التقدير الكمي والنوعي للقوات والتي تم تجاهلها من قبل العلماء الآخرين بذلك الوقت ثم توجه بعد ذلك إلى الاهتمام بتحديد قيمة الحرارة المساوية للعمليات الميكانيكية. قدم في ذلك العام وصف عملية الأكسدة والتي تستخدم لإنتاج الطاقة في كل الكائنات الحية
خلال عام 1848 توقع بأنه في فقدان مصدر الحرارة في الشمس فإنها ستبرد خلال 5000 الآف سنة وتوقع بأن تأثير النيازك سيحافظ على حرارتها
وبحكم عدم الاهتمام بابحاثه فإن انجازته نسبته للعالم جايمس جول وكاد أن ينتحر بعد اكتشافه ذلك
بعد ذلك امضى بعض الوقت في مصحة عقلية للعلاج من آثار ما تعرض له وكذلك لخسارته لبعض ابنائه.
تم نشر اوراقه البحثية لاحقا مع تقدم علوم الفيزياء والكيمياء. وتحصل على الدكتوراة الفخرية عام 1859 من جامعة توبيجن. وفي عام
1862 نسبت اكتشافاته المسلوبة له مجددا من قبل الفيزيائي جون تيندال خلال محاضرة بكلية لندن الملكية
في عام 1867 نشر ورقة بحثية وصفت الديناميكة الحرارية وتنقلها. وفي عام 1867 كرم بضمه لطبقة النبلاء بألمانيا

## وفاته
توفي مايلر بمرض السل بتاريخ 25 مارس 1878 في ألمانيا

## روابط خارجية
- يوليوس ماير على موقع الموسوعة البريطانية (الإنجليزية)
- يوليوس ماير على موقع إن إن دي بي (الإنجليزية)